# Félix-Joseph Musse
Félix-Joseph Musse, francoski general, * 1883, † 1964.